# Võ Huy Toàn
Võ Huy Toàn (sinh ngày 15 tháng 3 năm 1993) là cầu thủ bóng đá chuyên nghiệp người Việt Nam hiện đang thi đấu ở vị trí tiền vệ cánh trái cho câu lạc bộ bóng đá Công An Thành phố Hồ Chí Minh tại V-League 1.

## Sự nghiệp quốc tế

### Ra sân đội tuyển quốc gia
| Năm                         | Trận                        | Bàn                         |
| Đội tuyển quốc gia Việt Nam | Đội tuyển quốc gia Việt Nam | Đội tuyển quốc gia Việt Nam |
| --------------------------- | --------------------------- | --------------------------- |
| 2014                        | 4                           | 1                           |
| 2015                        | 4                           | 0                           |
| 2016                        | 1                           | 0                           |
| Tổng                        | 9                           | 1                           |

### Bàn thắng
| #  | Ngày                | Địa điểm                                    | Đối thủ  | Bàn thắng | Kết quả | Giải đấu     |
| -- | ------------------- | ------------------------------------------- | -------- | --------- | ------- | ------------ |
| 1. | 7 tháng 12 năm 2014 | Sân vận động Shah Alam, Shah Alam, Malaysia | Malaysia | 1–1       | 2–1     | AFF Cup 2014 |

#### U-23
| #  | Ngày                | Địa điểm                                        | Đối thủ    | Bàn thắng | Kết quả | Giải đấu                                        |
| -- | ------------------- | ----------------------------------------------- | ---------- | --------- | ------- | ----------------------------------------------- |
| 1. | 15 tháng 9 năm 2014 | Sân vận động Ansan Wa~, Ansan, Hàn Quốc         | Iran       | 1–0       | 4–1     | Đại hội Thể thao châu Á 2014                    |
| 2. | 9 tháng 3 năm 2015  | Sân vận động Quốc gia Mỹ Đình, Hà Nội, Việt Nam | Indonesia  | 1–0       | 1–0     | Giao hữu                                        |
| 3. | 27 tháng 3 năm 2015 | Sân vận động Shah Alam, Shah Alam, Malaysia     | Malaysia   | 1–1       | 2–1     | Vòng loại giải vô địch bóng đá U-23 châu Á 2016 |
| 4. | 2 tháng 6 năm 2015  | Sân vận động Bishan, Bishan, Singapore          | Malaysia   | 3–0       | 5–1     | SEA Games 2015                                  |
| 5. | 7 tháng 6 năm 2015  | Sân vận động Bishan, Bishan, Singapore          | Đông Timor | 4–0       | 4–0     | SEA Games 2015                                  |
| 6. | 13 tháng 6 năm 2015 | Sân vận động Quốc gia, Kallang, Singapore       | Myanmar    | 1–1       | 1–2     | SEA Games 2015                                  |
| 7. | 15 tháng 6 năm 2015 | Sân vận động Quốc gia, Kallang, Singapore       | Indonesia  | 2–0       | 5–0     | SEA Games 2015                                  |
| 8. | 15 tháng 6 năm 2015 | Sân vận động Quốc gia, Kallang, Singapore       | Indonesia  | 3–0       | 5–0     | SEA Games 2015                                  |